# Geigerita
La geigerita és un mineral de la classe dels fosfats que pertany al grup de l'ondrušita. Rep el nom pel doctor Thomas Geiger (1920 - 1990), mineralogista i metal·lúrgic suís de la indústria de la maquinària i especialista en els minerals de manganès i minerals de Falotta i dels Alps Parsettens als quals va dedicar la seva tesi doctoral i una sèrie d’estudis posteriors.

## Característiques
La geigerita és un arsenat de fórmula química Mn²⁺₅(AsO₄)₂(AsO₃OH)₂(H₂O)₈·2H₂O. Va ser aprovada com a espècie vàlida per l'Associació Mineralògica Internacional l'any 1985, sent publicada per primera vegada el 1989. Cristal·litza en el sistema triclínic. La seva duresa a l'escala de Mohs és 3.
Segons la classificació de Nickel-Strunz, la geigerita pertany a «08.CE: Fosfats sense anions addicionals, amb H₂O, només amb cations de mida mitjana, RO₄:H₂O sobre 1:2,5» juntament amb els següents minerals: chudobaïta, newberyita, brassita, fosforrösslerita, rösslerita, metaswitzerita, switzerita, lindackerita, ondrušita, veselovskýita, pradetita, klajita, bobierrita, annabergita, arupita, barićita, eritrita, ferrisimplesita, hörnesita, köttigita, manganohörnesita, parasimplesita, vivianita, pakhomovskyita, simplesita, cattiïta, koninckita, kaňkita, steigerita, metaschoderita, schoderita, malhmoodita, zigrasita, santabarbaraïta i metaköttigita.
Les mostres que van servir per a determinar l'espècie, el que es coneix com a material tipus, es troben conservades al Museu d'Història Natural de Basilea i a l'Institut Mineralògic de la Universitat de Basilea (Suïssa).

## Formació i jaciments
Va ser descoberta a Suïssa, concretament a Falotta, dins de Surses, a la regió d'Albula (Grisons), on es troba cobrint la roca en forma de petits cristalls, rarament superiors als 0,5 mm de longitud, en zones de l’ordre d’1 cm². També es troba en forma d'agregats massius de gra fi, fins a fibres de fins a 1 cm de longitud. A banda d'aquesta localitat, també ha estat descrita a la regió de Viamala, igualment als Grisons, així com a Itàlia, Romania, l'Aràbia Saudí i el Japó.